# 이주현 (축구 선수)
이주현(李周賢, 1998년 12월 6일 ~ )는 대한민국의 축구 선수로, 포지션은 골키퍼이며, 부천 FC 소속으로 현재 김천 상무로 군 복무 중이다.

## 축구인 경력
유소년 시절 통진고등학교에 입학하였으며, 2015년 FIFA U-17 월드컵에 출전하기도 하였다. 고등학교 졸업 이후 중앙대학교에 입학하였다. 중앙대 입학 직후 주전 골키퍼로 자리매김하였으며, 1, 2학년 대학축구연맹전 2년 연속 우승, 2018년 추계 대학축구연맹전 준우승, U리그 2018 4권역 1위 및 왕중왕전 준우승을 이끌었다.
K리그2 2019 시즌을 앞두고 부천 FC 1995와 프로 계약을 체결하였다.
2023 시즌 29라운드 안산 원정 경기에서 PK를 선방하면서 팀의 2 – 1 승리에 기여했다.
김천 상무 합격으로 인해, 2024년 4월 29일부터 군 복무를 시작할 예정이다.

## 그 외
2025 시즌 19라운드 대전 원정 경기중 90분경 대전의 공격 상황 중 호흡 곤란으로 쓰러진 관중과 관객석의 동요를 빠르게 인지한 뒤, 골대를 비우고 나와 몸짓으로 긴급 상황임을 주심에게 알렸다. 그 덕분에 이동준 주심이 즉시 중단 후 재개되었고, 경기 외적으로도 뛰어난 판단력과 침착함이 돋보인 장면이었다.